# Groupement des entreprises mutuelles d'assurance
Pour les articles homonymes, voir GEMA.
Le groupement des entreprises mutuelles d'assurance (GEMA) est un syndicat professionnel des mutuelles d'assurances sans intermédiaires et de leurs filiales, fondé en 1964.
En juillet 2016, le GEMA fusionne avec la Fédération française des sociétés d'assurances (FFSA) sous une nouvelle appellation : la Fédération française de l'assurance (FFA).

## Histoire

### Groupement des sociétés d’assurance à caractère mutuel (1964 - 1989)
En 1964, cinq mutuelles, la Garantie mutuelle des fonctionnaires (GMF), la Mutuelle d'assurance des artisans de France (MAAF), la MAIF, la Macif et la Matmut constituent le syndicat professionnel Groupement des sociétés d’assurance à caractère mutuel (GSACM).

### Groupement des entreprises mutuelles d'assurance (1989 - 2016)
Le groupement change de dénomination  sociale pour celui de Groupement des entreprises mutuelles d'assurance (GEMA) en 1989.
Le GEMA assure la représentation d'une vision mutualiste de l'assurance auprès des pouvoirs publics, des élus, des partenaires économiques et sociaux. Il est également membre de deux organisations de l'économie sociale et solidaire : l'Association des employeurs de l'économie sociale (AEES) et le Conseil des entreprises, employeurs et groupements de l'économie sociale (CEGES).
Durant cette période, la représentation professionnelle du secteur des assurances est également assurée par la Fédération française des sociétés d'assurances (FFSA), qui regroupe les sociétés anonymes. La question d'une représentation commune du secteur de l'assurance est posée dès 1994.
En 1988, le GEMA met en place un dispositif de médiation permettant aux sociétaires en litige avec leur société d'assurance de faire appel à un médiateur indépendant et gratuit. En 2015, les services de médiations du GEMA et de la FFSA fusionnent et sont à l'origine de la Médiation unique de l’assurance.

### Fusion au sein de la Fédération française de l'assurance depuis 2016
En mai 2016, le GEMA est réuni au sein de l'Association des assureurs mutualistes (AAM) avec la FFSAM et la Roam[Quoi ?].
En juin 2016, l’Association de réassurance commune d’assureurs mutualistes (Arcam, présidée par l'ancien de la GEMA Jean-Philippe Dogneton) est créée.
En juillet 2016, le GEMA fusionne avec la FFSA pour donner naissance à la Fédération française de l'assurance (FFA).

## Associations partenaires
Le GEMA crée deux associations, l'une sur le handicap (GEMA Handicap), l'autre sur la prévention (GEMA Prévention). Fondée en 2009, GEMA Handicap vise à développer l’emploi des personnes en situation de handicap au sein des adhérents du GEMA. De 1995 à 2016, l'association GEMA Prévention mène des campagnes de sensibilisation pour prévenir les accidents de la route et les accidents de la vie courante.
Ces deux associations disparaissent en 2016 lors de la fusion de GEMA avec la FFSA. Les activités liées au handicap sont reprises par l'association Mission handicap assurance, celles liées à la prévention par l'association Attitude prévention.